# チコーシュ (駆逐艦)
チコーシュ (SMS Csikós) はオーストリア＝ハンガリー帝国海軍の駆逐艦。フサール級。艦名のチコーシュは、ハンガリーの馬に乗った羊飼いである。

## 艦歴
1908年2月21日起工。1909年1月24日進水。同年11月16日竣工。

### 第一次世界大戦
1915年2月14日、「チコーシュ」と水雷艇は物資輸送に使われていたモンテネグロのヨット「Rumija」捕獲を目的としてカッタロ湾より出撃してアンティバリを襲撃したが撃退された。
2月18日、「チコーシュ」は潜水艦「Ub.5」をプーラまで曳航した。
3月1から2日の夜、駆逐艦「チコーシュ」、「ウラーン」、「シュトライター」、水雷艇「57」、「66」、「67」が再びアンティバリ港を攻撃。この時は水雷艇が港内に入り、駆逐艦はそれを掩護した。この攻撃で「Rumija」が沈んでいる。
5月初め、ドイツ潜水艦「UB8」を曳航する巡洋艦「ノファラ」をプーラからコトル湾まで護衛した。
1915年5月23日、イタリアはオーストリア＝ハンガリー帝国に宣戦布告。同日、オーストリア＝ハンガリー帝国海軍の戦艦などは出撃し、アンコーナなどの攻撃へと向かった。「チコーシュ」はテゲトフ級戦艦などからなりアンコーナ攻撃を行うAグループの1隻であった。「チコーシュ」と駆逐艦「Velebit」は港内の目標を雷撃し、「チコーシュ」の魚雷は埠頭に当たった。
7月上旬、ポー川河口への機雷敷設作戦で機雷敷設艦「Chamäleon」を護衛。
12月14日、巡洋艦「シゲトヴァール」などとともにリミニ攻撃を行う水上機を支援した。
1916年1月17日、アンコーナ空襲参加機のうちの1機L59が不時着水し、「チコーシュ」、「シャルフシュツェ」、水雷艇3隻がその回収に向かったが、L59は先にイギリス潜水艦「B11」に発見され乗員は捕虜となった。
5月3日、水上機によるラヴェンナ空襲支援のため出撃中の駆逐艦「チコーシュ」、「シャルフシュツェ」、「パンドゥール」、「ヴェレビト」、水雷艇「76T」、「92F」、「93F」、「98M」、「99M」、「100M」はイタリア駆逐艦「Rossarol」、「Pepe」、「Missori」、「Nullo」と交戦し、「チコーシュ」が軽微な損害を受けた。
1917年5月11日、ポーラ沖で水雷艇「78T」がイギリス潜水艦「H1」に雷撃されたが回避に成功し、その後「78T」は「チコーシュ」、水雷艇「F93」、「F96」とともに「H1」を捜索した。その後、イタリア駆逐艦「Animoso」、「Ardito」、「Ardente」、「Audace」、「Abba」と短時間交戦した。
6月4日、駆逐艦「チコーシュ」、「ヴィルトファング」、「ヴェレビト」、水雷艇3隻がイタリア攻撃を行う水上機支援のため出撃中、「ヴィルトファング」が触雷し沈没した。
9月17日、「チコーシュ」は誰何にすぐに応答しなかった味方の給炭艦「Pola」に対して発砲するという事件を起こし、艦長Franz von Leonhardiは解任された。この時「チコーシュ」は31発を発射したが、1発も命中しなかった。
「チコーシュ」は9月22日に損傷した水上機「K206」を港まで曳航し、10月11日にはドイツ潜水艦「U73」をコトル湾まで護衛、11月4日には損傷した水上機「L135」をコトル湾まで曳航した。
1918年6月13日、コトル湾に対する空襲で損傷。
7月1日から2日の夜、ヴェネチア空襲支援のため「チコーシュ」と駆逐艦「バラトン」、水雷艇「83」、「88」はポーラより出撃。イタリアのMASの攻撃を受けるが被害がなく、次いで7隻のイタリア駆逐艦と遭遇した。イタリア側は「Orsini」、「Sirtori」、「Stocco」、「Acerbi」と「Missori」、「La Masa」、「アウダーチェ」の2群に分かれており、「バラトン」は「Orsini」グループと、他3隻は「Missori」グループと交戦。オーストリア＝ハンガリー帝国側は4隻とも被害を受けたが、「バラトン」が「Orsini」と「Stocco」に命中弾を与えた。
戦後は1920年にイタリアに引き渡され、解体された。

## 要目（1913年以降）
- 長さ：68.38m
- 幅：6.25m
- 満載排水量：414トン
- 速力：28.4ノット
- 兵装：45口径7cm砲1、30口径7cm砲5、45cm魚雷発射管2

出典